# Juan Manuel Sánchez Barrantes
Juan Manuel Sánchez Barrantes (Curridabat, 27 de diciembre de 1907—16 de abril de 1990, San José), apodado El Indio Sánchez, fue un escultor, pintor, dibujante, músico, escritor, poeta y educador costarricense. Está considerado uno de los principales representantes de la escultura de Costa Rica en toda su historia. Es el ideólogo de la Nueva Sensibilidad, movimiento artístico surgido en la década de 1930, determinante para el despegue del arte nacional. Por esto, se le ha calificado como uno de los artistas más influyentes en la historia de la cultura costarricense y uno de sus representantes más celebrados. En 1982, fue ganador del Premio Nacional de Cultura Magón.

## Biografía
Juan Manuel Sánchez nació en Curridabat, en un hogar de maestros. Llevó sus estudios primarios en Curridabat y posteriormente en la ciudad de Heredia, para luego completar la segunda enseñanza en el Liceo de Costa Rica. Como la mayoría de los jóvenes de su época, recibió sus primeras lecciones de escultura en el taller del maestro imaginero Manuel María Zúñiga, quien llegó a tener mucha influencia en la formación de Sánchez como artista. En dicho taller, Sánchez fue compañero de otros dos grandes futuros escultores: Francisco Zúñiga, hijo de Manuel, y Néstor Zeledón Varela. Durante su época como estudiante del taller de Zúñiga, Juan Manuel Sánchez y Francisco Zúñiga asistieron a una visita al Museo Nacional de Costa Rica, donde apreciaron el rico legado escultórico de las culturas precolombinas costarricenses, lo cual va a ser determinante en el arte que desarrollarán ambos posteriormente. Es también durante su estadía en el taller de Manuel Zúñiga que Sánchez entra en contacto con las tendencias modernistas que luego lo llevarán a revolucionar la escultura costarricense al alejarse de la imaginería e incursionar en el campo de la escultura secular de la talla en piedra.
En 1924, se reunió junto a un grupo de amigos intelectuales y artistas para formar el Círculo de Amigos del Arte. Entre estos artistas estaban los pintores Fausto Pacheco, Teodorico Quirós Alvarado, Francisco Amighetti, Luisa González, los escultores Francisco Zúñiga y Néstor Zeledón Varela, y el escritor y grabador Carlos Sáenz Herrera. Esta será considerada una "generación rebelde" en las artes plásticas (se le llamará la Generación Nacionalista), dado que generan una ruptura con el arte académico tradicional, deseando probar nuevos estilos, técnicas diferentes, materiales autóctonos, en busca de definir una identidad del arte nacional. En esta etapa de su arte, Juan Manuel Sánchez utilizará el tema de la animalística, como forma de acercarse a la naturaleza.
Entre 1928 y 1937, el Diario de Costa Rica auspició una serie de exposiciones anuales de artes plásticas, en la cual participarán los principales artistas de la época, entre ellos Juan Manuel Sánchez, que obtuvo por varios años medallas de oro y plata. Durante esta época también se dedicó a la enseñanza como maestro de dibujo en la sección de niñas de la Escuela República Argentina. Posteriormente, se le asigna la responsabilidad de dirigir el Departamento Técnico de Dibujo y Manualidades del Ministerio de Educación Pública, donde se preocupa por la formación del alumno, en procura de afinar su sensibilidad hacia la apreciación y expresión artísticas. En 1948, fue nombrado profesor del Liceo de Costa Rica. En 1952, a los cuarenta y cinco años de edad, se casó con Berta Solano, la que se convertiría en su musa, al representarla en varias de sus obras escultóricas posteriores. También impartió lecciones de Historia del Arte en la Facultad de Bellas Artes de la Universidad de Costa Rica, hasta que se pensionó en 1960.
Los últimos años de su vida los pasó entregado a la música, la poesía y la escultura, visitado por sus amigos y admiradores en su taller ubicado en Barrio México (San José), atraídos por su vasta y profunda cultura.
Falleció en San José el 16 de abril de 1990.

## Obra
En aquellos tiempos era duro, no estaban bien definidos los conceptos estéticos. Nuestra intención era revivir el entronque con lo antiguo, revivir la sensibilidad nativa. Si la prehistoria comenzó ahí, había que darle una revisadita para encontrar lo vernáculo. El material, la técnica, la temática, me identificaron con el indígena. Uno creía explicarse la emoción del indígena por la naturaleza...
Juan Manuel Sánchez.

Aunque en sus inicios practicó la escultura académica y la imaginería de arte religioso, a partir de los 30 años de edad, el arte de Juan Manuel Sánchez dio un vuelco hacia el arte laico, especialmente la talla en piedra, aunque también esculpió en madera y latón.
Juan Manuel Sánchez realizó varios viajes al exterior que fueron de gran importancia para su obra, entre ellos Honduras y México. En estos países, su experiencia se vio enriquecida por la presencia del arte indígena, sobre todo mexicano, en las que halló gran cantidad de manifestaciones de profundo contenido filosófico y religioso. Este contacto con la cultura mexicana fue decisivo y estimulante para el arte de Juan Manuel. En 1969, viajó esta vez a Guatemala, donde redescubrió el arte maya y tuvo de nuevo contacto con la imaginería. Este contacto con las culturas prehispánicas de Costa Rica, México y Centroamérica que se reflejará en su arte, además de sus facciones mestizas, le valdrá el apodo de El Indio Sánchez.
En lo que se refiere a la escultura de la figura humana, Sánchez reduce la misma a su esencia, eliminando los detalles. En algunas de ellas, los contornos son rígidos, mientras que en otras son suaves y redondeados. La composición es cerrada, ajustada al bloque de material que utiliza para esculpir. Resaltan entre estas esculturas Baco Indio y Euforia. En los retratos, interpreta al modelo (como en el Retrato de Juan Rafael Chacón) o estiliza la figura (como en las esculturas de Berta). En la animalística, retrata los animales propios de su tierra, y en las cuales se refleja la influencia de la herencia precolombina: hay una mínima alteración de la forma original del material, creando líneas profundas en la superficie y acomodando al animal a la forma del bloque, como lo hace en Culebra de cascabel y Cabeza de caballo. Las imágenes religiosas no siguen los patrones tradicionales de la imaginería: son talladas en forma directa sobre el material, no las repite ni las policroma y se ajusta a muchas libertades de interpretación. Resaltan, por ejemplo, su Moisés, donde respeta la forma de la piedra, creando una figura estática cuyo mensaje se concentra en las Tablas de la Ley, o en Cristo, en madera, donde Jesús cuelga de una cuerda y no de una cruz.
Entre sus obras destacadas, pueden citarse:
- La raza espera. Talla directa en piedra. 1950. (Colección del Museo de Arte Costarricense).
- Cabeza de caballo. Piedra. (Colección del Museo de Arte Costarricense).
- Varias versiones de Berta en madera.
- Baco Indio. 1931. Relieve en piedra (granito) 48.5 x 28.5 x 14.5 cm.
- Jabalí, El Gato, y Perro, en piedra.
- Culebra de cascabel. Piedra. 1931. 20 x 19 x 16 cm.
- Dolor. Yeso. 1931.
- Lápida funeraria. Talla directa en piedra. 1932. 48.5 x 28.5 x 14.5 cm. (Colección del Museo de Arte Costarricense).
- Lagartija. Piedra. 1930. 36 cm. x 21 cm.
- Figura. Talla directa, madera. 1933. 34 cm. x 16 cm.
- Adolescente. Talla directa, madera. 1934. 90 cm. x 16 cm.
- Moisés. Talla directa, madera. 1934. 35 cm. x 15 cm.
- Hombre y mujer. Talla, directa, madera. 1934. 86 cm. x 15 cm.
- Madre. Talla directa, madera. 1934. 80 cm. x 15 cm.
- Moisés. Granito. 1934. 133 cm., 29 cm. (Colección del Museo de Arte Costarricense).
- Pietá. Talla directa, madera. 1935. 19 cm. v 28 cm.
- Rostro de Berta. Mollejón. 1935. 33 cm. x 21 cm.
- Desnudo. Talla directa, madera. 1935. 35 cm. x 11 cm.
- Desnudo. Granito. 1935. 100 cm. x 48 cm.
- Mujer de cuclillas. Piedra calcárea. 1938. 61 cm. x 24 cm.
- Torso. Talla directa, madera. 1938. 39 cm. x 14 cm.
- Berta. Piedra caliza. 1940. 25 cm. x 25 cm.
- Cariátide. Talla directa, madera. 1940. 142 cm. x 16 cm.
- Torso. Talla directa, madera. 1945. 105 cm. x 29 cm.
- Cristo. Talla directa, madera. 1945. 63 cm. x 10 cm.
- Jaguar. Piedra. 1945. 21 cm. x 43 cm.
- Chiza. Piedra. 1945. 19 cm. x 11 cm.
- Ternero. Piedra. 1948. 28 cm. x 38 cm.
- San Francisco y el lobo. Talla directa, madera. 1950. 87 cm. x 8 cm.
- Rostro de Cristo. Talla directa, madera. 1950. 47 cm. x 13 cm.
- La fecundidad. Talla directa, madera. 1950. 12 cm. x 21 cm.
- Recuerdo de Modigliani. Talla directa, madera. 1951. 39 cm. x 8 cm.
- Sirena. Mármol de Guanacaste. 1953. 44 cm. x 23 cm.
- Beethoven. Piedra. 1953. 45 cm. x 24 cm.
- Zaino. Piedra. 19 cm. x 36 cm.
- Desnudo. Talla directa, madera. 1956. 50 cm. x 17 cm.
- Berta. Relieve en madera. 1960. 39 cm. x 20 cm.
- Cristo. Talla directa, madera. 1960. 97 cm. x 32 cm.
- Berta. Talla directa, madera. 1961. 48 cm. x 23 cm.
- Cristo. Relieve en madera. 1963. 108 cm. x 10 cm.
- Joaquín García Monge. Piedra. 1964. 24 cm. x 26 cm.
- San Francisco. Talla directa, madera. 1965. 60 cm. x 29 cm.
- Al escultor Zadkine. Talla directa, madera. 1965. 57 cm. x 25 cm.
- Venada. Talla directa, madera. 1970. 35 cm. x 19 cm.
- Villancico. Relieve en madera. 1972. 115 cm. x 36 cm.
- San Francisco y el lobo. Talla directa, madera. 1975. 50 cm. x 17 cm.
- Conejo. Piedra. 1975. 20 cm x 25 cm.
- Rana. Piedra. 1975. 7 cm. x 34 cm.
- Mujer con mandolina. Relieve en madera. 1977. 60 cm. x 28 cm.
- Berta. Relieve en madera. 1977. 49 cm. x 11 cm.
- Desnudo. Relieve en madera. 1978. 32 cm. x 6 cm.
- Cristo. Talla directa, madera. 1978. 63 cm. x 19 cm.
- Moisés. Relieve en madera. 1979. 70 cm. x 13 cm.
- Tecúm Umán. Relieve en madera. 1979. 63 cm. x 23 cm.
- Mujer. Talla directa, madera. 1980. 130 cm. x 21 cm.

Además de la escultura, Juan Manuel Sánchez se destacó también por sus dibujos. En esta área, se caracteriza por su línea nítida, definida y delicada. Al haber sido educador, sus dibujos han sabido captar la dulzura, gracia y movimiento de los niños, a la vez que plasmó con gran fidelidad a los animales. Sus dibujos han sido obras de gran familiaridad para el pueblo costarricense, debido a que se han utilizado para ilustrar diversos libros nacionales de gran trascendencia en la literatura de Costa Rica. Se pueden encontrar dibujos de Juan Manuel Sánchez en ediciones de obras como Cuentos de mi tía Panchita (1936), de Carmen Lyra, Versos para niños (1941), de Emma Gamboa Alvarado, Las semillas de Nuestro Rey (1958) y Mulita Mayor (1967), de Carlos Luis Sáenz, Literatura infantil costarricense (1958), de Luis Ferrero Acosta, Cuentos grises (1959), de Carlos Gagini, El Moto (1959), de Joaquín García Monge, El targuá (1960), de Fabián Dobles, La hora de los vencidos (1963), de Samuel Rovinski, entre muchos otros.
Desde 1930, Sánchez también colaboró con ilustraciones y artículos de diferentes periódicos y revistas nacionales como La Nueva Prensa, La Prensa Libre, Diario de Costa Rica, La República, Repertorio Americano, Rincón, Costa Rica de ayer y hoy, Triquitraque y Bambi.
En el área de la pintura, figuran varios autorretratos. Como escritor, escribió algunos artículos en revista y periódicos donde narraba sus experiencias durante sus viajes a Honduras, México y Guatemala.

## Exhibiciones
Sánchez realizó pocas exhibiciones. Entre las más destacadas a nivel individual, están:
- Exhibición en el Centro Femenino de Estudios (1950).
- Exposición de Artes Plásticas en la Casa del Artista (1951).
- Dos exposiciones en la Galería de Artes y Letras del Ministerio de Educación Pública (1964 y 1965).
- Dos exposiciones individuales en el Museo de Arte Costarricense (1980 y 1983).
- Exposición individual en el Instituto de Cultura Hispánica, San José (1983).
- Exposición individual en la Galería Enrique Echandi del Museo de Arte Costarricense (1988).

Realizó también varias exposiciones colectivas.

## Homenajes
En 1965, se le otorgó el Premio Nacional Aquileo Echeverría. En 1982, el Ministerio de Cultura y Juventud de Costa Rica reconoció a Juan Manuel Sánchez con el Premio Nacional de Cultura Magón. En 1987, se bautizó con su nombre el Salón Nacional de Escultura del Museo de Arte Costarricense, el cual además posee una Sala Juan Manuel Sánchez que exhibe permanentemente una gran colección de sus obras.
Otros homenajes que se le han realizado:
- 1930 - Medalla de Oro en escultura. Segunda exposición de Artes Plásticas. Teatro Nacional de Costa Rica. San José, Costa Rica.
- 1931 - Medalla de Plata en escultura. Tercera exposición de Artes Plásticas. Teatro Nacional. San José, Costa Rica.
- 1932 - Medalla de Oro. Cuarta exposición de Artes Plásticas. Teatro Nacional. San José, Costa Rica.
- Mención Honorífica. Exposición de Artistas Nacionales. Escuela Normal de Heredia. Heredia, Costa Rica.
- 1961 - Homenaje a Juan Manuel Sánchez. "Educación", revista del Ministerio de Educación Pública. Editora: Lilia Ramos. N9 27, julio-agosto, año VIL
- 1973 - Homenaje a Juan Manuel Sánchez. Instituto Costarricense de Cultura Hispánica.
- 1974 - Homenaje a Juan Manuel Sánchez. Escuela República de Argentina. Barrio México, San José, Costa Rica.

## Legado
Como ningún otro, Juan Manuel Sánchez trató de rescatar en su escultura el legado indígena, siendo el primero en estudiar seriamente los temas, estilísticas y tratamiento de estas piezas. Usó modelos indígenas para sus obras: pitos, altares, columnas, chac mools, los cuales no imitó, siendo su obra creativa y diferenciada, de allí su valor. Fue el primero en romper los cánones de la escultura academicista y la imaginería religiosa, e incluso sus obras tardías con motivo religioso distan mucho de lo tradicional. Además, se encargó de ilustrar gran cantidad de obras literarias que hoy se consideran parte de la identidad nacional costarricense. Una de sus facetas más sorprendentes era su creencia en la imposibilidad de comerciar con el arte, de allí que siempre se negase a vender sus obras, motivado también por sus creencias políticas de tendencia izquierdista. En cierto modo, esto determinó que su obra escultórica sea poco conocida, a diferencia de la su amigo y compañero de formación Francisco Zúñiga.
Luego de su muerte, toda su obra fue heredada por su viuda Berta Solano, quien posteriormente la donó al Museo de Arte Costarricense, cumpliendo su último deseo de no comercializar su obra y a la vez que esta estuviese disponible para que el pueblo la apreciara. Esto permitió que casi la totalidad de la obra escultórica de Juan Manuel Sánchez, conformada por 87 esculturas y cinco mil dibujos, y valorada en ese momento en 500 millones de colones, se encuentre en propiedad del Museo de Arte Costarricense y por lo tanto, abierta al público, sumándose a esto también que en la donación, Berta Solano estipuló que siempre debía haber en exposición por lo menos una exhibición de Juan Manuel Sánchez, por lo que su nombre siempre está presente en las exhibiciones y esferas de la cultura nacional.